# Elsterheide
Elsterheide (hornolužickosrbsky Halštrowska Hola) je rozlohou druhá největší obec v německém zemském okrese Budyšín v Sasku. Nachází se na severu okresu a patří do oficiální Lužickosrbské oblasti osídlení. Má přibližně 3 400 obyvatel.

## Historie
Části obce Bluno, Nardt, Sabrodt a Tätzschwitz byly „germanizovány“ v rámci germanizace slovanských místních jmen národními socialisty v roce 1936 a do roku 1945 se nazývaly „Blunau“, „Elsterhorst“, „Wolfsfurt“ a „Vogelhain“. Po skončení druhé světové války se místům vrátila původní jména.
Od roku 1938 do začátku roku 1948 byl Wehrmachtem zřízen tábor Elsterhorst v Nardtu, který byl během druhé světové války využíván jako důstojnický tábor, poté jako sovětský zajatecký tábor a jako tranzitní tábor pro vracející se německé vojáky a vysídlené osoby.
Obec Elsterheide vznikla 1. července 1995 z dříve samostatných obcí Neuwiese, Sabrodt, Nardt, Klein Partwitz, Seidenwinkel, Tätzschwitz, Bluno a Geierswalde. Obec Bergen byla již 1. dubna 1938 začleněna do obce Neuwiese.

## Geografie a doprava
Obec se nachází asi 5 km severozápadně od města Hoyerswerda a na severu hraničí se spolkovou zemí Braniborsko. Sousední obce jsou Neu-Seeland, Welzow a město Spremberg na severu (v Braniborsku), obec Spreetal na východě, město Hoyerswerda na jihu, město Lauta na jihozápadě a město Senftenberg (opět v Braniborsku) na západě.
Obcí prochází spolková silnice 96 a spolková silnice 156.
Obec se nachází v oblasti Lužických jezer. Na území obce leží jezera Neuwieser See, Blunoer Südsee, Sabrodter See, Geierswalder See, Bergener See, Partwitzer See, Lugteich, Kortitzmühler See und Spreetaler See. Celkově více než polovinu dnešního území obce změnila povrchová těžba hnědého uhlí. Obcí protéká řeka Černý Halštrov.
V části obce Nardt se nachází letiště. Železniční trať Knappenrode–Sornoer Buden slouží výhradně nákladní dopravě.

## Správní členění
Obec se dělí na 8 místních částí:
- Bergen (hornolužicky Hory)
- Bluno (Bluń)
- Geierswalde (Lejno)
- Klein Partwitz (Bjezdowy)
- Nardt (Narć)
- Neuwiese (Nowa Łuka)
- Sabrodt (Zabrod)
- Seidewinkel (Židźino)
- Tätzschwitz (Ptačecy)

## Obyvatelstvo a jazyk
Podle statistiky Arnošta Muky z let 1884 a 1885 bylo v té době obyvatelstvo dnešních čtvrtí Elsterheide téměř výhradně lužickosrbské. Populace Lužických Srbů trvale přesahovala 98 %. Do roku 1956 klesla na 68,4 % v dnešní městské oblasti, přičemž 83 % obyvatel v Klein Partwitz stále mluvilo lužickosrbsky, zatímco v Geierswalde to bylo pouze 49 %. Ke změně jazyka obyvatel na němčinu došlo až ve druhé polovině 20. století.